# Financial District (San Francisco)

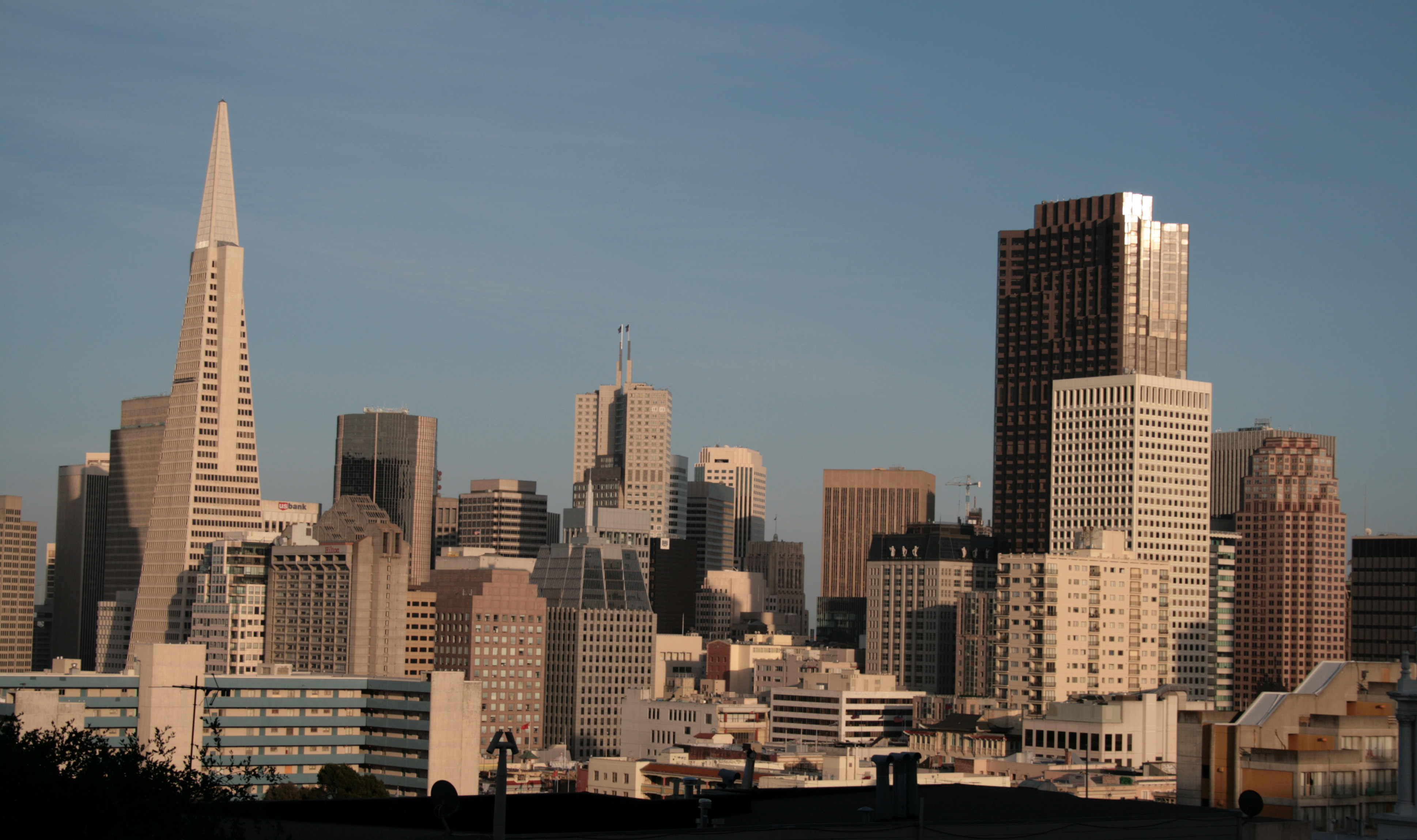
Der Financial District mit der Transamerica Pyramid links prägt die Skyline von San Francisco

Der Financial District ist der nördliche Teil der Innenstadt von San Francisco in Kalifornien.

## Geographie

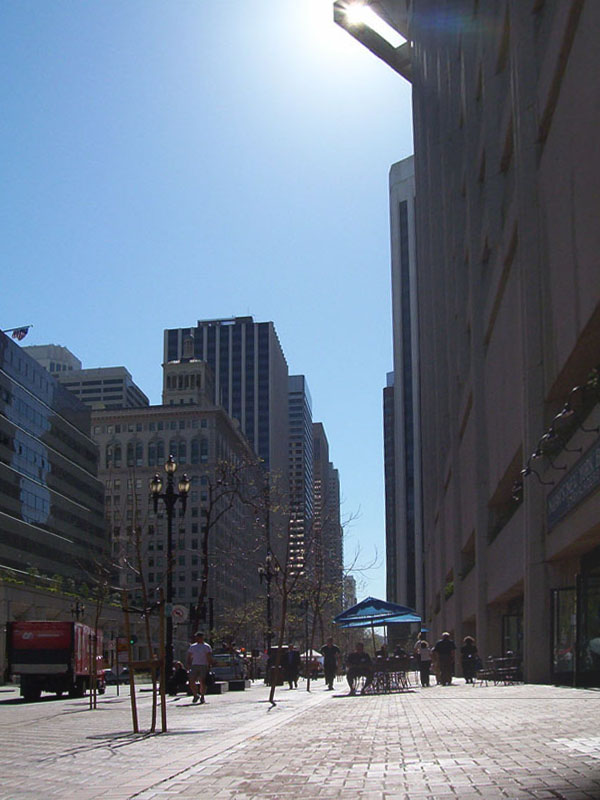
Der Financial District entlang der Market Street. Der Firmensitz der zwölften regionalen Federal Reserve Bank der USA ist das Gebäude mit der Glasfront links

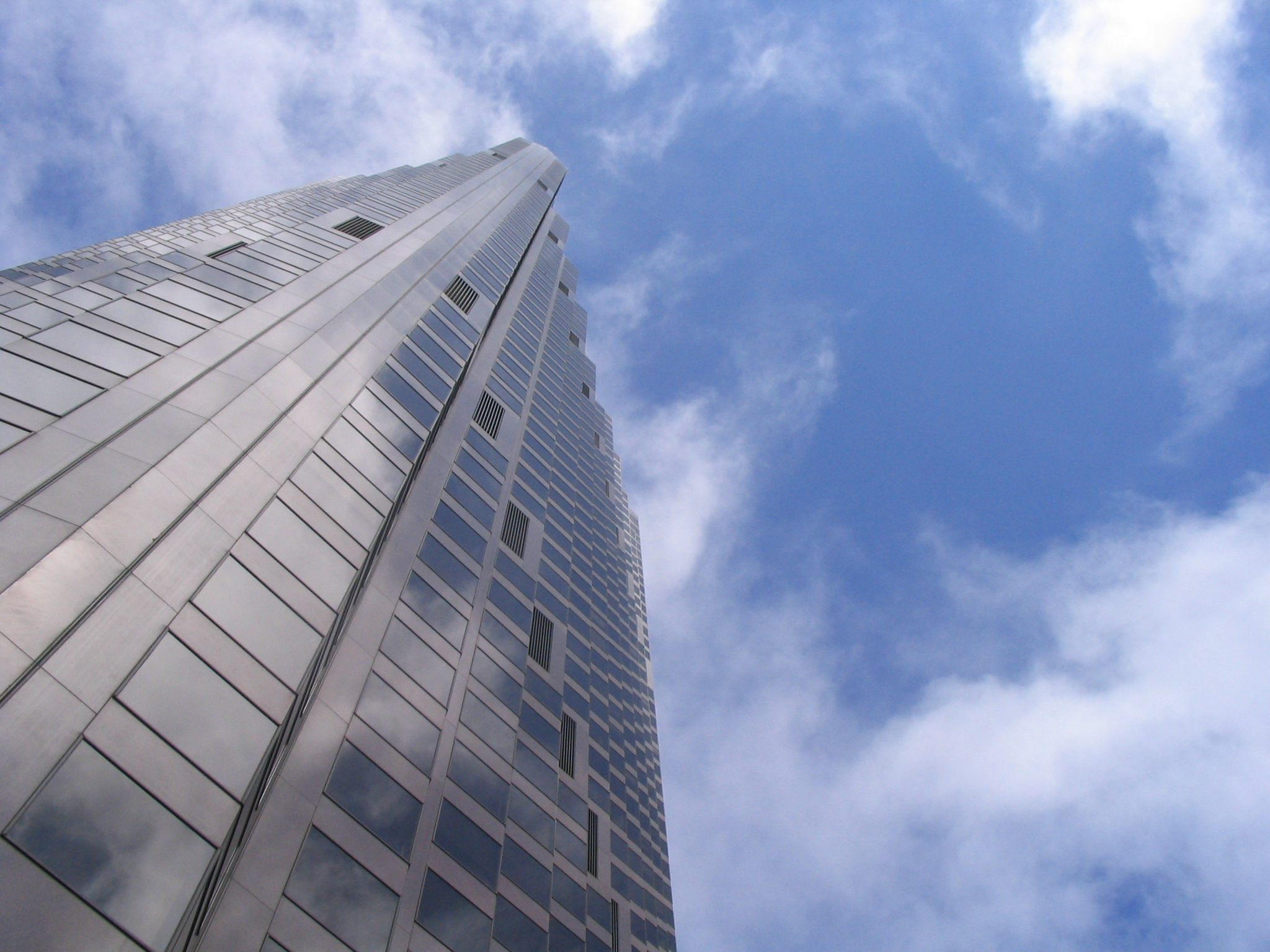
Bank of America Center von der Straße aus betrachtet

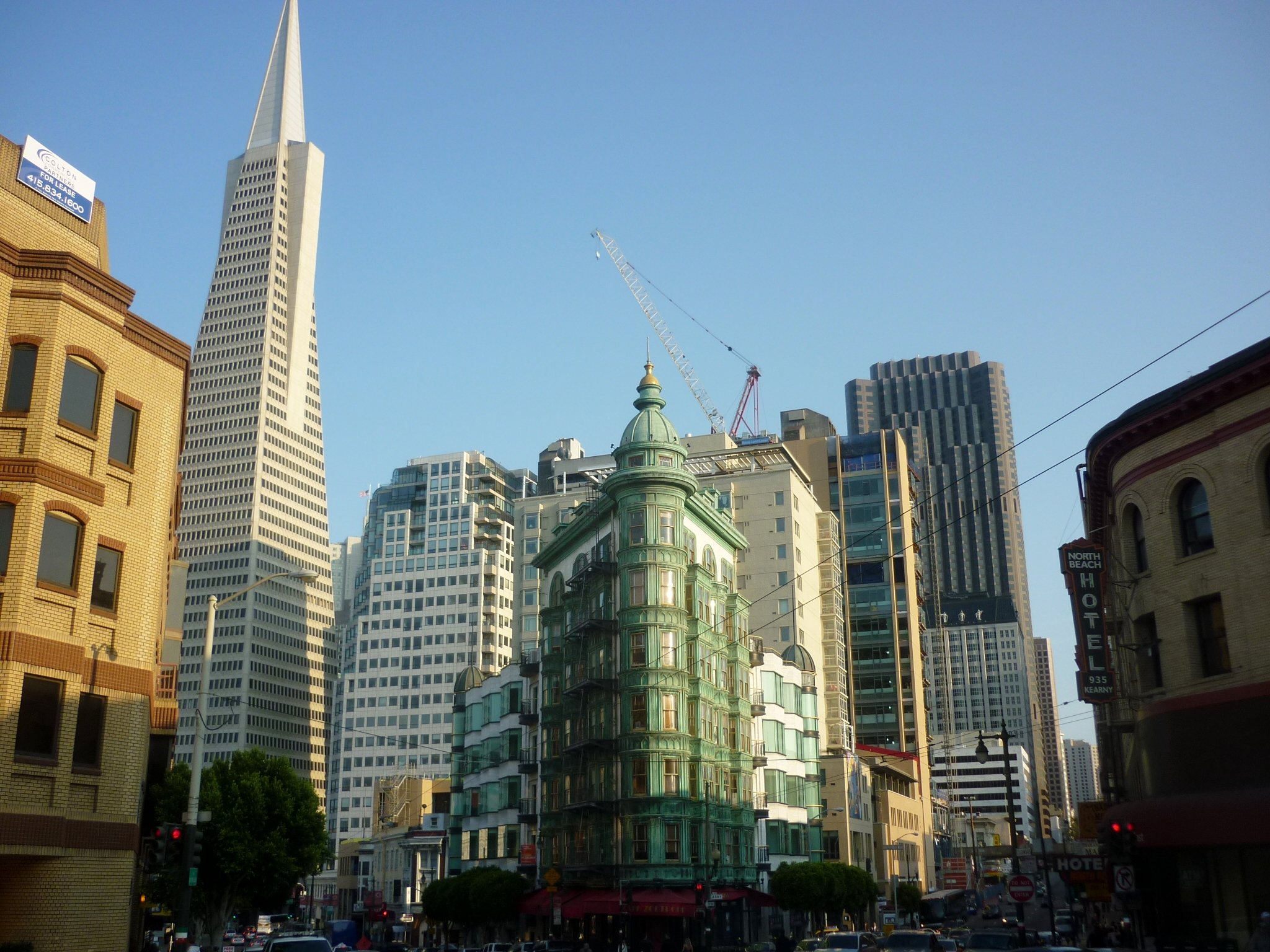
Financial District an der Grenze zu Chinatown

Das Viertel zeichnet sich durch eine Reihe von Wolkenkratzern aus und liegt zwischen Grant Street östlich des Einkaufsviertels am Union Square, Sacramento Street und Columbus Street, südlich von Chinatown und North Beach, sowie an der Straße The Embarcadero, die entlang der Küste verläuft. Die höchsten Gebäude der Stadt befinden sich hier, darunter der Salesforce Tower, die Bank of America und die Transamerica Pyramid, aber auch andere hohe Bauwerke wie Four Embarcadero Center, 101 California Street, 345 California Street, 388 Market Street und das Gebäude der Bank of California.
Viele große Unternehmen, Anwaltskanzleien und Finanzinstitute haben sich in diesem Viertel niedergelassen. Unter anderem befindet sich hier der Unternehmenssitz von VISA, Wells Fargo Bank, die Charles Schwab Corporation, McKesson, Barclays Global Investors, GAP, Union Bank of California und die zwölfte regionale Federal Reserve Bank der USA. Montgomery Street, die „Wall Street an der Westküste“, gilt als Mittelpunkt des Stadtteils. Es gibt zahlreiche Einkaufszentren in diesem Gebiet, wie zum Beispiel die Crocker Galleria, das Embarcadero Center, das Ferry Building und das Rincon Center.
Mit dem Tadich Grill ist auch das älteste noch betriebene Restaurant Kaliforniens im Stadtteil ansässig.

## Geschichte
Der Stadtteil war Zentrum europäischer und amerikanischer Besiedlung unter spanischer und später mexikanischer Herrschaft. Nach der amerikanischen Annektierung und dem kalifornischen Goldrausch erlebte das Viertel einen schnellen Aufschwung und die Bucht, die ursprünglich bis zur Battery Street reichte, wurde bis zur heutigen The Embarcadero aufgefüllt. Wohlstand durch den Goldrausch und zunehmender Handel verwandelten das Viertel zum wichtigsten Finanzzentrum der Westküste und zahlreiche Banken und Geschäfte siedelten sich in der Umgebung an. Die ersten und einzigen Wolkenkratzer der Westküste wurden in dem Gebiet entlang der Market Street gebaut.
Das Viertel wurde durch das Erdbeben 1906 größtenteils zerstört (wobei wie durch ein Wunder die Wolkenkratzer stehen blieben) und wieder aufgebaut. Auf Grund landesweiter Höhenbeschränkungen wegen der Erdbebengefahr blieb die Bebauung des Viertels zunächst relativ niedrig. Doch nachdem infolge neuer Techniken zur Erhöhung der Stabilität und Verbesserung der Verbindung zwischen Bauwerk und Fundament eine Lockerung der Höhenbeschränkungen erfolgt war, wurde ab den späten 1950ern ein wahrer Wolkenkratzer-Boom ausgelöst. Dieser beschleunigte sich unter Bürgermeisterin Dianne Feinstein während der 1980er. Diese, abwertend als „Manhattanization“ bezeichnete Form der Stadtentwicklung, löste Proteste in der ganzen Stadt aus, wie sie es in ähnlicher Form bereits Jahre zuvor wegen des Baus von Freeways gegeben hatte. Als Folge davon wurden stadtweit sehr strenge Vorschriften bezüglich der maximalen Bauhöhe eingeführt.
Diese Höhenbeschränkungen (die über die Jahre allerdings wieder gelockert wurden), Bevölkerungszuwachs und Nachfrageänderungen auf dem städtischen Immobilienmarkt führten zu einer Verlagerung der Stadtentwicklung in Richtung South of Market. Statt Bürogebäuden wurden zunehmend teure Eigentumswohnungen und Hotels errichtet, darunter das Four Seasons Hotel, The Paramount (das mit 40 Stockwerken höchste Mehrfamilienhaus in San Francisco und an der Westküste) und der Millennium Tower.